# Dzovinar Kévonian
Dzovinar Kévonian, née le 3 novembre 1966, est une historienne française d'origine arménienne, spécialiste de l'histoire des réfugiés.

## Biographie
Dzovinar Kévonian naît le 3 novembre 1966.
Elle soutient sa thèse, intitulée Réfugiés et diplomatie humanitaire : les acteurs européens et la scène proche-orientale pendant l'entre-deux-guerres, en 1999 à l'université Panthéon-Sorbonne sous la direction de René Girault.
Entre 2001 et 2006, elle est directrice de la Maison des étudiants arméniens de la Cité internationale universitaire de Paris.
En 2004, elle est nommée maîtresse de conférences à l'université Paris-Nanterre.
Début 2021, elle est nommée coordinatrice de la commission scientifique du comité d'histoire de l'Ofpra.

## Publications
- Réfugiés et diplomatie humanitaire : Les acteurs européens et la scène proche-orientale pendant l'entre-deux-guerres, Publications de la Sorbonne, 2004, 555 p. (ISBN 978-2859444532)
- avec Alya Aglan et Olivier Feiertag (dir.), Humaniser le travail : Régimes économiques, régimes politiques et Organisation internationale du travail (1929-1969), Peter Lang, coll. « Enjeux internationaux », 2011, 266 p. (ISBN 978-9052017402)
- avec Aline Angoustures et Claire Mouradian (dir.) (préf. Pascal Brice), Réfugiés et apatrides : Administrer l'asile en France (1920-1960), Presses universitaires de Rennes, 2017, 320 p. (ISBN 9782753554863)
- La danse du pendule : Les juristes et l'internationalisation des droits de l'homme, 1920-1939, Éditions de la Sorbonne, 2021, 446 p. (ISBN 979-10-351-0647-8)